# Cammack Village, Arkansas
Cammack Village là một thành phố thuộc quận Pulaski, tiểu bang Arkansas, Hoa Kỳ. Năm 2010, dân số của thành phố này là 768 người.

## Dân số
- Dân số năm 2000: 831 người.
- Dân số năm 2010: 768 người.